# Bibiana Ferrea
Bibiana Ferrea (født 3. december 1980) er en håndboldspiller fra Argentina. Hun spiller på Argentinas håndboldlandshold, og deltog under VM 2011 i Brasilien.